# Michael Fabbri
Michael Fabbri (* 8. Dezember 1983 in Faenza, Provinz Ravenna) ist ein italienischer Fußballschiedsrichter.
Fabbri begann im Alter von 17 Jahren als Schiedsrichter. Er leitet seit der Saison 2012/13 Spiele in der Serie B und in der Serie A. Bislang hatte er bereits über 70 bzw. 110 Einsätze in den beiden Ligen. Zudem leitete er einzelne Spiele in der griechischen Super League. Fabbri ist Landvermesser von Beruf.
Seit 2019 steht er auf der Liste der FIFA-Schiedsrichter und leitet internationale Fußballspiele. Bei der U-21-Europameisterschaft 2019 in Italien und San Marino wurde Fabbri als Videoschiedsrichter eingesetzt. Im November 2020 debütierte er als Schiedsrichter in der Europa League, im Juni 2022 in der Nations League.